# Referendaris (Nederland)
Een referendaris was in het Nederland van de negentiende eeuw een hoofdambtenaar die leiding geeft aan een afdeling van een ministerie.
In de twintigste eeuw is de titel langzamerhand gedevalueerd en uiteindelijk in onbruik geraakt. Een referendaris in de negentiende eeuw kan gelijkgesteld worden aan een directeur-generaal tegenwoordig. Bij de afschaffing van de titel referendaris in de twintigste eeuw ging het om beleidsambtenaren en hoofden van betrekkelijk kleine afdelingen, vergelijkbaar met ambtenaren die nu volgens het Bezoldigingsbesluit Burgerlijke Rijksambtenaren zijn ingedeeld in schaal 11 (gegevens 2010). Een referendaris kon niet alleen werkzaam zijn bij een ministerie maar ook bij een gemeente of bij een provincie en was in rang hoger dan een (hoofd)commies.